# Perai
Perai – miasto w Malezji w stanie Penang. W 2000 roku liczyło 55 947 mieszkańców.